# Janówek (Karolina)
Janówek  – część wsi Karolina w Polsce położona w województwie łódzkim, w powiecie sieradzkim, w gminie Goszczanów.
W latach 1975–1998 Janówek administracyjnie należał do województwa sieradzkiego.